# Wielkanoc w krainie zajączków
Wielkanoc w krainie zajączków (ang. Easter in Bunnyland, 2000) – australijski film animowany.

## Opis fabuły
Zajęcza społeczność przygotowuje się na przyjęcie ważnego gościa. Z okazji zbliżających się świąt ich krainę ma odwiedzić zajączek wielkanocny. Filip jest odpowiedzialny za pisanki, które hoduje się ze specjalnych nasionek. Niestety, szczury Bitek i Jotek wykradają pisanki i porywają wielkanocnego zajączka. Filip oraz bliźniaki Hop i Sasa wyruszają na pomoc porwanemu i odzyskać świąteczne ozdoby.

## Obsada
- Ric Herbert
- Katy Manning
- Nick McKay
- Robyn Moore
- Troy Planet

## Wersja polska
Wersja polska: Telewizyjne Studia Dźwięku w Warszawie

Reżyseria: Dorota Kawęcka

Dialogi: Dorota Dziadkiewicz

Tłumaczenie: Maria Wojciechowska

Dźwięk: Wiesław Jurgała

Montaż: Danuta Rajewska

Kierownictwo produkcji: Ala Siejko

Wystąpili:
- Anna Apostolakis – Filip
- Agnieszka Kunikowska – Hop
- Iwona Rulewicz – Sasa
- Katarzyna Tatarak – Emilka
- Joanna Jędryka – Pani Henia
- Janusz Bukowski – Sowa Oliver
- Krzysztof Strużycki – Zajączek wielkanocny
- Artur Kaczmarski – Pan Żółw
- Wojciech Machnicki – Jotek
- Jacek Kopczyński – Narrator

oraz:
- Mieczysław Morański – Bitek
- Włodzimierz Press – Bonifacy
- Ryszard Olesiński – kruk Joe

i inni
Lektor: Krzysztof Mielańczuk